# 過嶺森林公園
過嶺森林公園，位於臺灣桃園市中壢區過嶺，佔地2.7公頃，是一座草木濃密的生態公園。桃園市政府推動「桃花園造林計畫」，在此地種植約192棵喬木和2萬2000棵灌木。

## 照片集

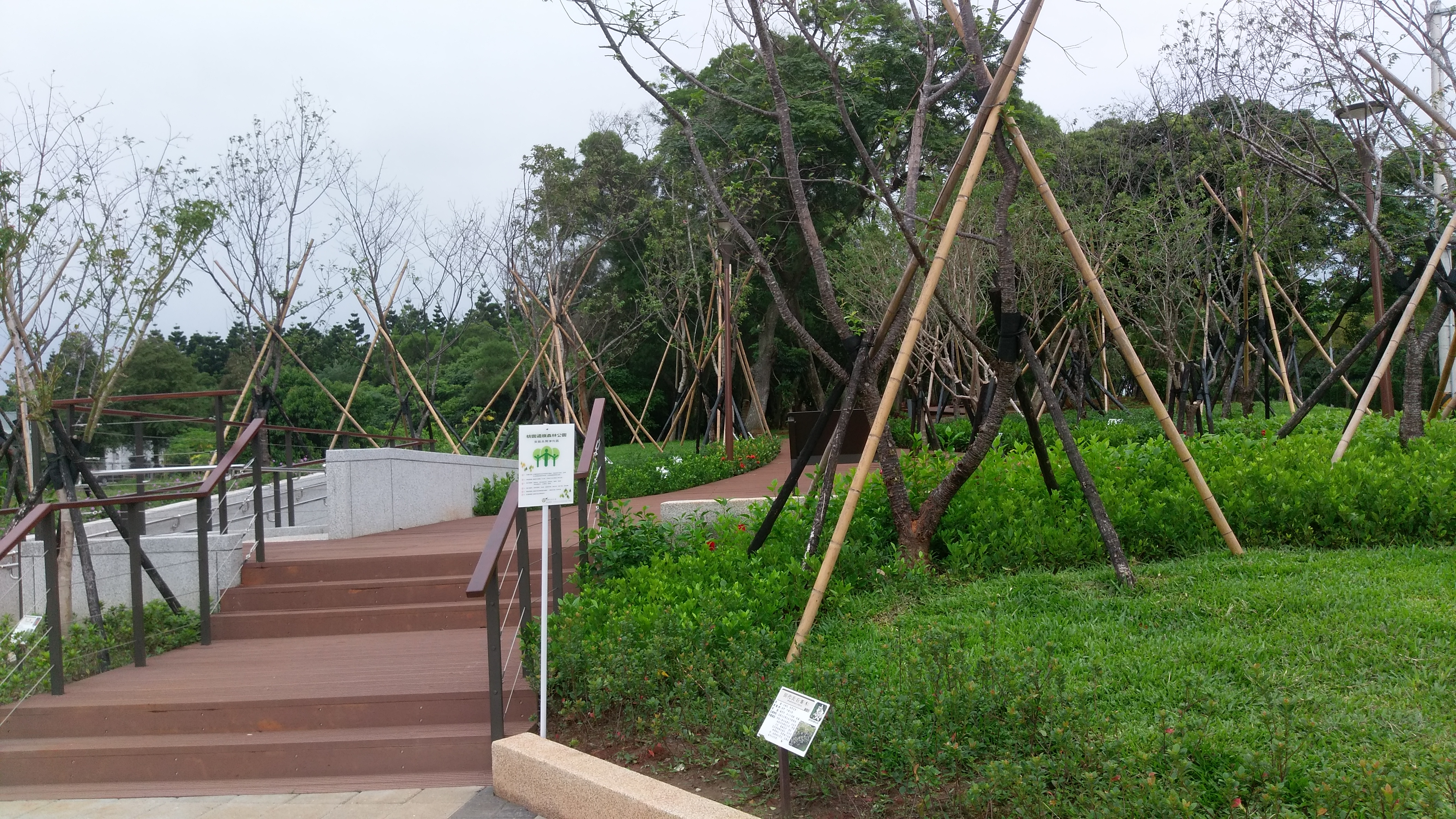
過嶺森林公園入口平台
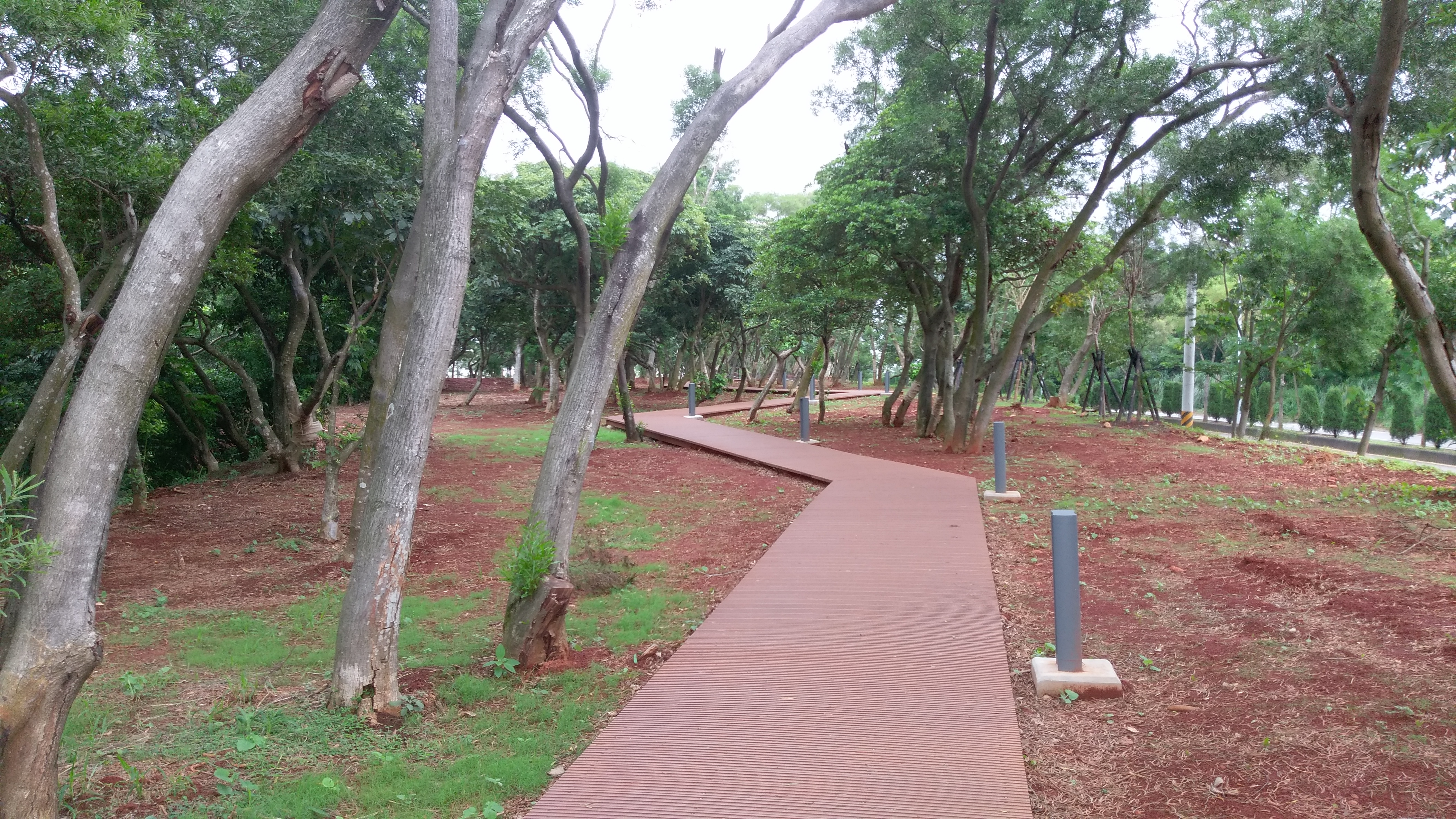
過嶺森林公園生態棧道
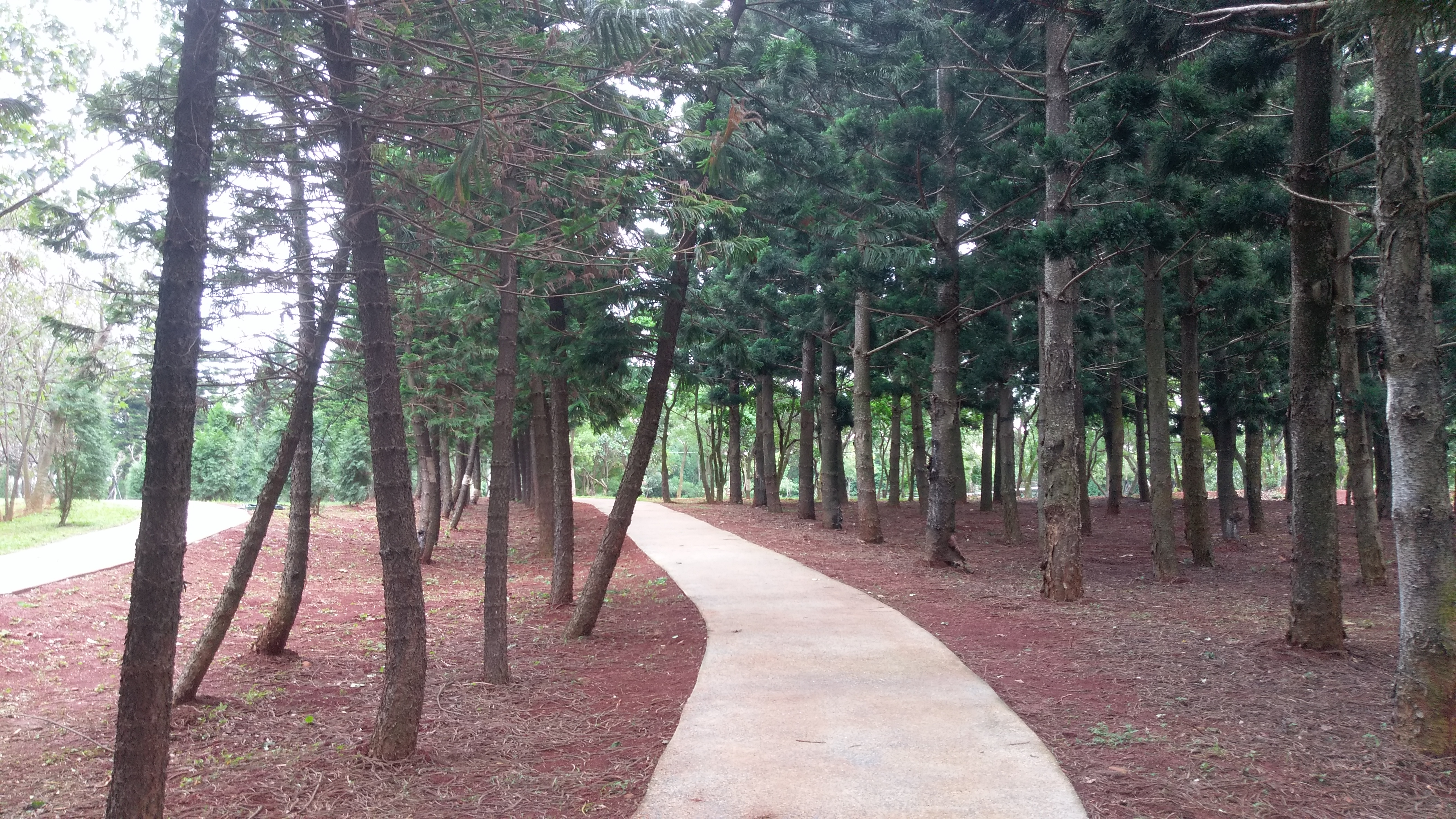
過嶺森林公園森林步道